# Víctor Chust
Víctor Chust García (Valencia, 5 maart 2000) is een Spaans voetballer die onder contract ligt bij Cádiz CF.

## Clubcarrière

### Real Madrid
Chust ruilde de jeugdopleiding van Valencia CF in 2012 in voor die van Real Madrid. In augustus 2020 won hij met de U19 van Real Madrid als aanvoerder de UEFA Youth League.
Op 20 januari 2021 maakte hij zijn officiële debuut in het eerste elftal van Real Madrid: in de Copa Del Rey kreeg hij tegen CD Alcoyano een basisplaats van trainer Zinédine Zidane. Op 9 februari 2021 maakte hij zijn debuut in de Primera División: tegen Getafe CF viel hij in de 86e minuut in voor Marcelo. Op 18 april kreeg hij een basisplaats in de competitiewedstrijd tegen Getafe CF (0-0-gelijkspel). Chust speelde de hele wedstrijd mee.

### Cádiz CF
In augustus 2021 werd Chust voor een seizoen uitgeleend aan Cádiz CF, dat geen aankoopoptie bedong in het huurcontract. Chust maakte in juli 2022 evenwel op definitieve basis de overstap naar Cádiz, dat een miljoen euro betaalde voor de 22-jarige verdediger. Real Madrid behield wel een deel van de transferrechten op de speler.

## Clubstatistieken
| Seizoen         | Club                 | Land            | Competitie         | Competitie | Competitie | Beker | Beker | Supercup | Supercup | Europees | Europees | Totaal | Totaal |
| Seizoen         | Club                 | Land            | Competitie         | Wed.       | Dlp.       | Wed.  | Dlp.  | Wed.     | Dlp.     | Wed.     | Dlp.     | Wed.   | Dlp.   |
| --------------- | -------------------- | --------------- | ------------------ | ---------- | ---------- | ----- | ----- | -------- | -------- | -------- | -------- | ------ | ------ |
| 2019/20         | Real Madrid Castilla | Vlag van Spanje | Segunda División B | 9          | 0          | —     | —     | —        | —        | —        | —        | 9      | 0      |
| 2020/21         | Real Madrid Castilla | Vlag van Spanje | Segunda División B | 17         | 0          | —     | —     | —        | —        | —        | —        | 17     | 0      |
| 2020/21         | Real Madrid          | Vlag van Spanje | Primera División   | 2          | 0          | 1     | 0     | 0        | 0        | 0        | 0        | 3      | 0      |
| 2021/22         | → Cádiz CF           | Vlag van Spanje | Primera División   | 25         | 0          | 4     | 0     | —        | —        | —        | —        | 29     | 0      |
| 2022/23         | Cádiz CF             | Vlag van Spanje | Primera División   | 14         | 1          | 0     | 0     | —        | —        | —        | —        | 14     | 1      |
| 2023/24         | Cádiz CF             | Vlag van Spanje | Primera División   | 22         | 0          | 2     | 0     | —        | —        | —        | —        | 24     | 0      |
| Carrière totaal | Carrière totaal      | Carrière totaal | Carrière totaal    | 89         | 1          | 7     | 0     | 0        | 0        | 0        | 0        | 96     | 1      |

Bijgewerkt op 23 juli 2024.

## Interlandcarrière
Chust werd in 2017 Europees kampioen met Spanje –17. De verdediger ontbrak enkel in de derde groepswedstrijd tegen gastland Kroatië, maar voor de rest speelde hij aan alle wedstrijden mee. Later dat jaar nam hij met Spanje –17 ook deel aan het WK –17 in India, waar Spanje tweede eindigde.
In 2019 werd Chust ook met Spanje –19 Europees kampioen. Ditmaal was zijn bijdrage kleiner: zowel in de derde groepswedstrijd tegen Italië als in de finale tegen Portugal viel hij in de slotfase in.

## Erelijst
| Competitie            |            |            |            |            |
| Competitie            | Aantal     | Jaren      |            |            |
| Spanje –17            | Spanje –17 | Spanje –17 | Spanje –17 | Spanje –17 |
| --------------------- | ---------- | ---------- | ---------- | ---------- |
| Europees kampioen –17 | 1x         | 2017       |            |            |
| Spanje –19            |            |            |            |            |
| Europees kampioen –19 | 1x         | 2019       |            |            |
| Real Madrid –19       |            |            |            |            |
| UEFA Youth League     | 1x         | 2019/20    |            |            |

1 Gil ·
2 Zaldúa ·
3 Fali ·
4 Alcaraz ·
5 Chust ·
6 San Emeterio ·
7 Sobrino ·
8 Á. Fernández  ·
9 Martí ·
10 Ocampo ·
11 Recio ·
12 Kouamé ·
13 Caro ·
14 Kovačević ·
15 Mwepu ·
16 Ramos ·
17 Escalante ·
18 Matos ·
19 De la Rosa ·
20 Carcelén ·
21 Alarcón ·
22 Ontiveros ·
23 C. Fernandéz ·
24 Glauder ·
25 Melendo ·
33 Cabrera ·
Coach: Garitano